# Distrikt Sicuani
Der Distrikt Sicuani liegt in der Provinz Canchis der Region Cusco in Südzentral-Peru. Der Distrikt wurde am 14. Oktober 1833 gegründet. Er hat eine Fläche von 646 km². Beim Zensus 2017 lebten 57.827 Einwohner im Distrikt. Im Jahr 1993 lag die Einwohnerzahl bei 51.083, im Jahr 2007 bei 55.269. Die Distriktverwaltung befindet sich in der auf einer Höhe von 3500 m gelegenen Provinzhauptstadt Sicuani mit 46.102 Einwohnern (Stand 2017). Sicuani liegt am Río Vilcanota, dem Oberlauf des Río Urubamba, 115 km südöstlich der Regionshauptstadt Cusco. Die Nationalstraße 3S von Cusco nach Puno führt durch den Distrikt und an der Stadt vorbei.

## Geographische Lage
Der Distrikt Sicuani liegt im Andenhochland im südlichen Teil der Provinz Canchis. Der Río Vilcanota durchquert den Distrikt in nordnordwestlicher Richtung.
Der Distrikt Sicuani grenzt im Süden an den Distrikt Maranganí, im Südwesten an den Distrikt Langui (Provinz Canas), im Westen an den Distrikt Yanaoca (ebenfalls in der Provinz Canas), im Norden an den Distrikt San Pablo sowie im Osten an den Distrikt Nuñoa (Provinz Melgar).